# Marabu Airlines
Marabu Airlines (im Außenauftritt kurz Marabu) ist eine estnische Fluggesellschaft und eine Schwestergesellschaft der deutschen Condor.

## Geschichte
Marabu Airlines wurde 2022 durch die britische Investmentgesellschaft Attestor gegründet. Diese war Mitte 2021 bei Condor eingestiegen, nachdem Condor im April 2020 aufgrund der COVID-19-Pandemie und der deshalb geplatzten Übernahme durch die Muttergesellschaft der polnischen LOT in finanzielle Schwierigkeiten geraten war. Eigentümerin ist die CD Ferienflug Hessen Holding GmbH in Frankfurt am Main, die auch die Hälfte der Condor-Anteile hält. Der Vertrieb der Tickets erfolgt über Condor.
Genau wie die Condor ist auch die Marabu nach einem Vogel benannt, in diesem Fall dem afrikanischen Marabu-Storch.

## Ziele
Marabu fliegt von ihren gänzjährigen Basen in Hamburg (seit dem 1. Mai 2023), Nürnberg (seit Juli 2024) und Leipzig/Halle (seit April 2025) touristische Ziele an. Daneben gibt es im Winterflugplan eine Basis in Stuttgart. Die meisten Ziele befinden sich im Mittelmeerraum und Ägypten.
Im Sommer 2025 werden vom Partner Bul Air zusätzlich je ein Flugzeug in Palma de Mallorca sowie in Heraklion (Kreta) stationiert, um von hier aus verschiedene Destinationen in Deutschland zu bedienen.
Die meisten Verbindungen wurden vorher von der Condor bedient, die sie teilweise auch weiterhin an anderen Wochentagen fliegt. Die letzten drei Ziffern der Marabu-Flugnummer entsprechen denen des ersetzten Condor-Flugs.

## Flotte
Mit Stand April 2025 besteht die Flotte aus acht Flugzeugen mit einem durchschnittlichen Alter von 7,7 Jahren. Zusätzlich werden zwei Flugzeuge vom Typ Airbus A320-200 durch den Wetlease-Partner Bul Air betrieben.
| Flugzeugtyp    | Anzahl | bestellt | Anmerkungen | Sitzplätze | Durchschnittsalter |
| -------------- | ------ | -------- | ----------- | ---------- | ------------------ |
| Airbus A320neo | 8      | 10       |             | 180        | 7,7 Jahre          |
| Gesamt         | 8      | 10       |             |            | 7,7 Jahre          |

## Kritik
Die Vereinigung Cockpit kritisierte, dass es sich bei der neuen Fluggesellschaft um ein Konstrukt zur Umgehung von Arbeitnehmerrechten und Sozialstandards handeln soll, da die Strecken zuvor von der Condor bedient worden seien.
Bereits kurz nach Betriebsaufnahme kam es im Jahr 2023 zu Verspätungen von bis zu zwei Tagen bei Marabu. Grund dafür war neben fehlenden Besatzungen der Ausfall des einzigen betriebsbereiten Airbus A320neo am siebten Tag nach der Betriebsaufnahme aufgrund von technischen Problemen. Als Ersatz kamen gemietete Flugzeuge von verschiedenen Airlines zum Einsatz, darunter Heston Airlines, Chair Airlines, Sundair, Fly Air41 Airways, Privilege Style, White Airways, Plus Ultra, Lumiwings, Fly2Sky und Leav Aviation.
Auch in den darauffolgenden Wochen beruhigte sich die Situation nicht und es kam weiterhin zu Verspätungen, Flugausfällen und zum massiven Einsatz gemieteter Flugzeuge. Unter anderem wurden Flugzeuge von GetJet Airlines, Danish Air Transport, Condor, ALK Airlines, SkyUp Europe, Smartwings, KlasJet und HelloJets beauftragt, die Flüge für Marabu durchzuführen, da sich die Inbetriebnahme der eigenen Flugzeuge weiter verzögert und es mehrfach zu technischen und organisatorischen Problemen bei den eigenen und gemieteten Flugzeugen kam. Dabei kritisierten betroffene Fluggästen die fehlende Unterstützung, schlechte Informationspolitik und Erreichbarkeit der Fluggesellschaft, sodass einige Fluggäste die Nacht im Terminal verbringen mussten und es mehrfach zu Polizeieinsätzen wegen aufgebrachter Passagiere kam.
Im Juli 2023 wurden Presseberichte veröffentlicht, in denen ein Marabu-Pilot Kritik äußerte, da es zu Verstößen bei den Flugdienst- und Ruhezeit-Bestimmungen gekommen sei und darüber hinaus weitere sicherheitsrelevante Mängel an der Tagesordnung seien.